# ارواح سنت جورج
سنت جورج اسپریتس یک کارخانه تقطیر مصنوعی واقع در آلامدا، کالیفرنیا است که طیف وسیعی از نوشیدنی‌های الکلی را تحت مدیریت استاد تقطیر لنس وینترز تولید می‌کند. آنها به خاطر تولید ودکا، آبسنت، ویسکی، جین، براندی، لیکور و طیف وسیعی از ارواح عجیب و غریب معروف هستند.

## تاریخچه
St. George Spirits در سال ۱۹۸۲ (میلادی - همه تاریخ‌ها از حالا و بعد به جور میلادی نوشته شدن) توسط Jorg Rupf به عنوان یک عطر تقطیر تأسیس شد. در سال ۱۱۹۶، یورگ روپف، لنس وینترز، آبجوساز و دانشمند سابق هسته ای را استخدام کرد. یک سال بعد، یورگ و لنس شروع به تقطیر و پیری ویسکی تک مالت خود کردند، که اولین بار در سال ۲۰۰۰ منتشر شد. در سال ۲۰۰۴، سنت جورج اسپریتس به مکان فعلی خود، ۶۵٬۰۰۰-فوت-مربع (۶٬۰۰۰-متر-مربع) نقل مکان کرد. آشیانه هواپیما در ایستگاه هوایی سابق نیروی دریایی المبدا.
در دسامبر ۲۰۰۷، این شرکت اولین آبسینت تجاری آمریکایی را با نام St. George Absinthe Verte از زمان لغو ممنوعیت ساخت این روح در سال ۱۹۱۲ منتشر کرد. این دستور غذا به مدت ۱۱ سال قبل از انتشار در حال توسعه بود،  زیرا ممنوعیت فقط برای فروش تجاری الکل (نه توسعه) اعمال می شد.
یورگ روپ به عنوان استاد تقطیر در سال ۲۰۱۰ بازنشسته شد. در همان سال، سنت جورج خط محبوب خود Hangar One Vodka (هنگار وان ودکا) را به Proximo Spirits (ئروکسیمو سپیریطس) فروخت تا روی پروژه‌های جدید تمرکز کند، از جمله: جین ، لیکور ، ویسکی مالت ، رام آگریکول، و Breaking & Entering Whiskies (بریکینگ & انترینگ ویسکیس) در سال ۲۰۱۵ آنها یک خط جدید از سه ودکا را منتشر کردند و در سال ۲۰۱۶ آنها Bruto Americano، Amaro (بروتو امریکانو امارو) کالیفرنیا را عرضه کردند.

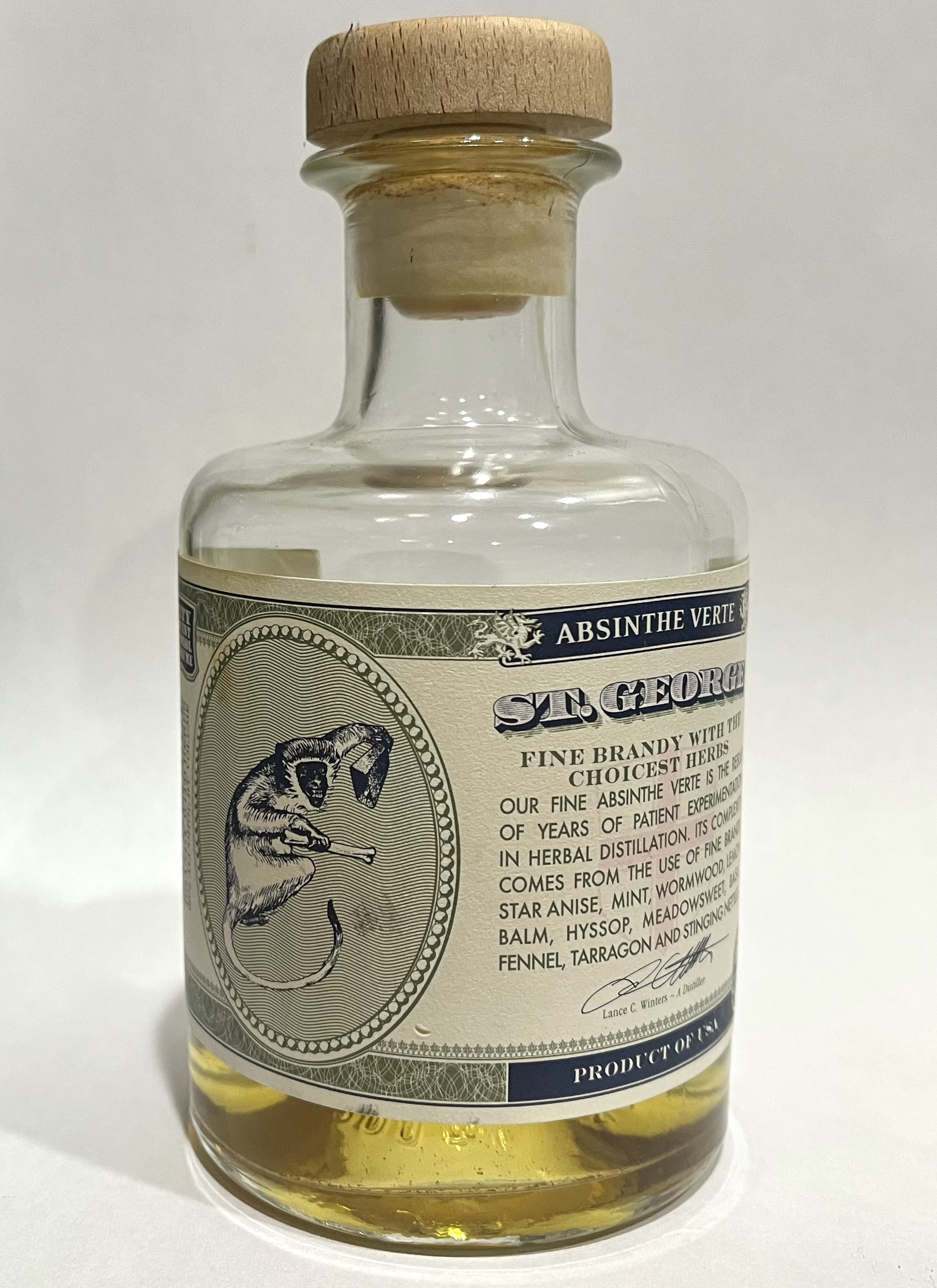
جورج ابسینت وارته

در سال ۲۰۱۳ ، Maverick Drinks (ماوریک درینکس) توزیع St. George Spirits (جورج سپیریتس سط) را در بریتانیا آغاز کرد. تا سال ۲۰۱۸، محصولات St (سط).

### محصولات -

##### ارواح جاری -

###### جین-
- ترویر جین (۴۵% ABV )
- جین گیاهخوار (۴۵٪ ABV)
- جین چاودار خشک (۴۵٪ ABV)
- جین چاودار خشک رپوسادو (۴۹.۵٪ ABV)

###### ویسکی ها-
- ویسکی مالت تک سنت جورج (۴۳% ABV)
- شکستن و ورود (B&E) ویسکی آمریکایی (۴۳٪ ABV)
- ویسکی بالر سینگل مالط Baller Single Malt) - (۴۷% ABV))

ودکاها -
- ودکای همه منظوره سنت جورج (۴۰% ABV)
- ودکای مرکبات سنت جورج کالیفرنیا (۴۰% ABV)
- ودکای سنت جورج گرین شیلی (۴۰% ABV)

###### سایر لیکورها -
- ابسنت Verte (۶۰% ABV) (وارته)
- براندی میوه ای ; گلابی، تمشک (هر دو ۴۰٪ ABV) و سیب ذخیره (۴۳٪ ABV)
- عرقیات میوه؛ تمشک و گلابی ادویه دار (هر دو ۲۰% ABV)
- لیکور قهوه NOLA (۲۵% ABV)
- بروتو آمریکانو ( آمارو به سبک ایتالیایی، ۲۴% ABV)
- سنت جورج کالیفرنیا شوچو (ویسکی سبک ژاپنی، ۴۰٪ ABV)
- ادو وی آگوا پرفکتا باسیل (۴۰% ABV)

ارواح قطع شده
- ودکا Hangar One ، که اکنون تنها توسط Proximo Spirits از سال ۲۰۱۴ ساخته شده است
- ارواح ازول اگوا - Agua Azul Agave
- سایر ارواح تجربی معروف به "Flights of Fancy" (فلایتس اف قانسی)